# Mike Oldfield/Diskografie
Diese Diskografie ist eine Übersicht über die musikalischen Werke des britischen Sängers, Instrumentalisten, Komponisten und Texters Mike Oldfield. Den Quellenangaben und Schallplattenauszeichnungen zufolge hat er bisher mehr als 27,6 Millionen Tonträger verkauft, davon alleine in seiner Heimat über 5,9 Millionen. Seine erfolgreichste Veröffentlichung ist das Album Tubular Bells mit über 17 Millionen verkauften Einheiten.

## Alben
Die älteste Veröffentlichung von Mike Oldfield war das Album  Children of the Sun, das 1968 zusammen mit seiner Schwester Sally Oldfield unter dem Namen  Sallyangie veröffentlicht wurde.

### Studioalben
| Jahr | Titel                        | Höchstplatzierung, Gesamtwochen/‑monate, AuszeichnungChartplatzierungen (Jahr, Titel, Platzierungen, Wochen/Monate, Auszeichnungen, Anmerkungen) | Höchstplatzierung, Gesamtwochen/‑monate, AuszeichnungChartplatzierungen (Jahr, Titel, Platzierungen, Wochen/Monate, Auszeichnungen, Anmerkungen) | Höchstplatzierung, Gesamtwochen/‑monate, AuszeichnungChartplatzierungen (Jahr, Titel, Platzierungen, Wochen/Monate, Auszeichnungen, Anmerkungen) | Höchstplatzierung, Gesamtwochen/‑monate, AuszeichnungChartplatzierungen (Jahr, Titel, Platzierungen, Wochen/Monate, Auszeichnungen, Anmerkungen) | Höchstplatzierung, Gesamtwochen/‑monate, AuszeichnungChartplatzierungen (Jahr, Titel, Platzierungen, Wochen/Monate, Auszeichnungen, Anmerkungen) | Anmerkungen |
| Jahr | Titel                        | DE | AT | CH | UK | US | Anmerkungen |
| ---- | ---------------------------- | --- | --- | --- | --- | --- | --- |
| 1973 | Tubular Bells                | DE22 a (7 Wo.)DE | AT67 b (1 Wo.)AT | CH21 b (1 Wo.)CH | UK1 ×9Neunfachplatin · (288 Wo.)UK | US3 Gold · (45 Wo.)US | Erstveröffentlichung: 25. Mai 1973 Wiederveröffentlichung: 26. Mai 2023 (50th Anniversary Edition) Verkäufe: + 17.000.000 |
| 1974 | Hergest Ridge                | — | — | — | UK1 Gold · (17 Wo.)UK | US87 (10 Wo.)US | Erstveröffentlichung: 28. August 1974 Verkäufe: + 100.000                                                                 |
| 1975 | The Orchestral Tubular Bells | — | — | — | UK17 Silber · (7 Wo.)UK | — | Erstveröffentlichung: 17. Januar 1975 Verkäufe: + 60.000                                                                  |
| 1975 | Ommadawn                     | — | — | — | UK4 Gold · (23 Wo.)UK | US146 (7 Wo.)US | Erstveröffentlichung: 28. Oktober 1975 Verkäufe: + 150.000                                                                |
| 1978 | Incantations                 | DE41 (3 Wo.)DE | — | — | UK14 Platin · (18 Wo.)UK | — | Erstveröffentlichung: 24. November 1978 Verkäufe: + 300.000                                                               |
| 1979 | Platinum                     | DE11 Gold · (97 Wo.)DE | AT17 (1½ Mt.)AT | — | UK24 Gold · (10 Wo.)UK | — | Erstveröffentlichung: 23. November 1979 Verkäufe: + 450.000                                                               |
| 1980 | QE2                          | DE12 Gold · (59 Wo.)DE | AT18 (4½ Mt.)AT | — | UK27 Gold · (12 Wo.)UK | US174 (3 Wo.)US | Erstveröffentlichung: 31. Oktober 1980 Verkäufe: + 400.000                                                                |
| 1982 | Five Miles Out               | DE7 Gold · (48 Wo.)DE | AT10 (3½ Mt.)AT | — | UK7 Gold · (27 Wo.)UK | US164 (5 Wo.)US | Erstveröffentlichung: 16. März 1982 Verkäufe: + 450.000                                                                   |
| 1983 | Crises                       | DE1 Platin · (50 Wo.)DE | AT2 (9 Mt.)AT | CH5 (20 Wo.)CH | UK6 Gold · (30 Wo.)UK | — | Erstveröffentlichung: 27. Mai 1983 Verkäufe: + 860.000                                                                    |
| 1984 | Discovery                    | DE1 Gold · (34 Wo.)DE | AT3 (19 Wo.)AT | CH1 (28 Wo.)CH | UK15 Gold · (16 Wo.)UK | — | Erstveröffentlichung: 25. Juni 1984 Verkäufe: + 550.000                                                                   |
| 1987 | Islands                      | DE9 Gold · (22 Wo.)DE | AT10 (½ Mt.)AT | CH4 Gold · (14 Wo.)CH | UK29 Gold · (5 Wo.)UK | US138 (8 Wo.)US | Erstveröffentlichung: 7. September 1987 Verkäufe: + 575.000                                                               |
| 1989 | Earth Moving                 | DE1 Gold · (23 Wo.)DE | AT21 (2 Mt.)AT | CH3 Gold · (15 Wo.)CH | UK30 (5 Wo.)UK | — | Erstveröffentlichung: 10. Juli 1989 Verkäufe: + 425.000                                                                   |
| 1990 | Amarok                       | DE16 (14 Wo.)DE | AT26 (3 Wo.)AT | CH30 (3 Wo.)CH | UK49 (2 Wo.)UK | — | Erstveröffentlichung: 14. Juni 1990                                                                                       |
| 1991 | Heaven’s Open                | DE13 (15 Wo.)DE | — | CH16 (4 Wo.)CH | — | — | Erstveröffentlichung: 18. Februar 1991                                                                                    |
| 1992 | Tubular Bells II             | DE7 Gold · (23 Wo.)DE | AT4 (16 Wo.)AT | CH19 (8 Wo.)CH | UK1 ×2Doppelplatin · (30 Wo.)UK | — | Erstveröffentlichung: 31. August 1992 Verkäufe: + 1.350.000                                                               |
| 1994 | The Songs of Distant Earth   | DE33 (12 Wo.)DE | AT20 (5 Wo.)AT | CH23 (12 Wo.)CH | UK24 Gold · (9 Wo.)UK | — | Erstveröffentlichung: 21. November 1994 Verkäufe: + 500.000                                                               |
| 1996 | Voyager                      | DE15 (12 Wo.)DE | AT16 (7 Wo.)AT | CH15 (9 Wo.)CH | UK12 Gold · (6 Wo.)UK | — | Erstveröffentlichung: 21. August 1996 Verkäufe: + 450.000                                                                 |
| 1998 | Tubular Bells III            | DE9 (9 Wo.)DE | AT4 (10 Wo.)AT | CH26 (6 Wo.)CH | UK4 Gold · (9 Wo.)UK | — | Erstveröffentlichung: 31. August 1998 Verkäufe: + 500.000                                                                 |
| 1999 | Guitars                      | DE16 (9 Wo.)DE | AT35 (2 Wo.)AT | CH34 (2 Wo.)CH | UK40 (3 Wo.)UK | — | Erstveröffentlichung: 24. Mai 1999 Verkäufe: + 100.000                                                                    |
| 1999 | The Millennium Bell          | DE39 (7 Wo.)DE | AT43 (2 Wo.)AT | CH94 (2 Wo.)CH | — | — | Erstveröffentlichung: 26. November 1999 Verkäufe: + 100.000                                                               |
| 2002 | Tr3s Lunas                   | DE19 (8 Wo.)DE | AT8 (11 Wo.)AT | CH44 (5 Wo.)CH | — | — | Erstveröffentlichung: 3. Juni 2002                                                                                        |
| 2003 | Tubular Bells 2003           | DE29 (5 Wo.)DE | — | CH55 (2 Wo.)CH | UK51 (1 Wo.)UK | — | Erstveröffentlichung: 26. Mai 2003                                                                                        |
| 2005 | Light + Shade                | DE26 (3 Wo.)DE | — | CH76 (1 Wo.)CH | — | — | Erstveröffentlichung: 7. Oktober 2005                                                                                     |
| 2008 | Music of the Spheres         | DE14 (7 Wo.)DE | AT62 (2 Wo.)AT | CH37 (4 Wo.)CH | UK9 Silber · (7 Wo.)UK | — | Erstveröffentlichung: 14. März 2008 Verkäufe: + 70.000                                                                    |
| 2014 | Man on the Rocks             | DE3 (5 Wo.)DE | AT10 (4 Wo.)AT | CH9 (5 Wo.)CH | UK12 (3 Wo.)UK | — | Erstveröffentlichung: 3. März 2014                                                                                        |
| 2017 | Return to Ommadawn           | DE3 (9 Wo.)DE | AT6 (5 Wo.)AT | CH8 (6 Wo.)CH | UK4 (3 Wo.)UK | — | Erstveröffentlichung: 20. Januar 2017                                                                                     |

grau schraffiert: keine Chartdaten aus diesem Jahr verfügbar

### Livealben
| Jahr | Titel   | Höchstplatzierung, Gesamtwochen, AuszeichnungChartplatzierungen (Jahr, Titel, Platzierungen, Wochen, Auszeichnungen, Anmerkungen) | Höchstplatzierung, Gesamtwochen, AuszeichnungChartplatzierungen (Jahr, Titel, Platzierungen, Wochen, Auszeichnungen, Anmerkungen) | Höchstplatzierung, Gesamtwochen, AuszeichnungChartplatzierungen (Jahr, Titel, Platzierungen, Wochen, Auszeichnungen, Anmerkungen) | Höchstplatzierung, Gesamtwochen, AuszeichnungChartplatzierungen (Jahr, Titel, Platzierungen, Wochen, Auszeichnungen, Anmerkungen) | Höchstplatzierung, Gesamtwochen, AuszeichnungChartplatzierungen (Jahr, Titel, Platzierungen, Wochen, Auszeichnungen, Anmerkungen) | Anmerkungen                                            |
| Jahr | Titel   | DE | AT | CH | UK | US | Anmerkungen                                            |
| ---- | ------- | --- | --- | --- | --- | --- | ------------------------------------------------------ |
| 1979 | Exposed | DE43 (10 Wo.)DE | — | — | UK16 Silber · (9 Wo.)UK | — | Erstveröffentlichung: 27. Juli 1979 Verkäufe: + 60.000 |

grau schraffiert: keine Chartdaten aus diesem Jahr verfügbar

### Kompilationen
| Jahr | Titel                                     | Höchstplatzierung, Gesamtwochen, AuszeichnungChartplatzierungen (Jahr, Titel, Platzierungen, Wochen, Auszeichnungen, Anmerkungen) | Höchstplatzierung, Gesamtwochen, AuszeichnungChartplatzierungen (Jahr, Titel, Platzierungen, Wochen, Auszeichnungen, Anmerkungen) | Höchstplatzierung, Gesamtwochen, AuszeichnungChartplatzierungen (Jahr, Titel, Platzierungen, Wochen, Auszeichnungen, Anmerkungen) | Höchstplatzierung, Gesamtwochen, AuszeichnungChartplatzierungen (Jahr, Titel, Platzierungen, Wochen, Auszeichnungen, Anmerkungen) | Höchstplatzierung, Gesamtwochen, AuszeichnungChartplatzierungen (Jahr, Titel, Platzierungen, Wochen, Auszeichnungen, Anmerkungen) | Anmerkungen                                                  |
| Jahr | Titel                                     | DE | AT | CH | UK | US | Anmerkungen                                                  |
| ---- | ----------------------------------------- | --- | --- | --- | --- | --- | ------------------------------------------------------------ |
| 1976 | Boxed                                     | — | — | — | UK22 Gold · (12 Wo.)UK | — | Erstveröffentlichung: 29. Oktober 1976 Verkäufe: + 100.000   |
| 1981 | Music Wonderland                          | DE5 Gold · (19 Wo.)DE | — | — | — | — | Erstveröffentlichung: März 1981 Verkäufe: + 250.000          |
| 1985 | The Complete Mike Oldfield                | DE17 Gold · (20 Wo.)DE | — | CH27 Gold · (2 Wo.)CH | UK36 Gold · (17 Wo.)UK | — | Erstveröffentlichung: 1. Oktober 1985 Verkäufe: + 725.000    |
| 1993 | Elements – The Best of Mike Oldfield      | DE13 Gold · (17 Wo.)DE | AT24 (5 Wo.)AT | CH21 Gold · (8 Wo.)CH | UK5 Gold · (10 Wo.)UK | — | Erstveröffentlichung: 13. September 1993 Verkäufe: + 675.000 |
| 1997 | XXV: The Essential                        | DE42 (7 Wo.)DE | AT19 (5 Wo.)AT | — | — | — | Erstveröffentlichung: 11. November 1997 Verkäufe: + 100.000  |
| 2001 | The Best of Tubular Bells                 | — | — | — | UK60 (2 Wo.)UK | — | Erstveröffentlichung: 2001                                   |
| 2006 | The Platinum Collection                   | — | — | — | UK36 (3 Wo.)UK | — | Erstveröffentlichung: 13. März 2006                          |
| 2009 | The Mike Oldfield Collection 1974–1983    | — | — | — | UK11 (5 Wo.)UK | — | Erstveröffentlichung: 8. Juni 2009                           |
| 2012 | Two Sides: The Very Best of Mike Oldfield | DE22 Gold · (4 Wo.)DE | — | CH86 (1 Wo.)CH | UK6 (5 Wo.)UK | — | Erstveröffentlichung: 30. Juli 2012                          |
| 2015 | The Best Of: 1992–2003                    | — | — | CH91 (1 Wo.)CH | — | — | Erstveröffentlichung: 8. Mai 2015                            |

grau schraffiert: keine Chartdaten aus diesem Jahr verfügbar

### Remixalben
| Jahr | Titel         | Höchstplatzierung, Gesamtwochen, AuszeichnungChartplatzierungen (Jahr, Titel, Platzierungen, Wochen, Auszeichnungen, Anmerkungen) | Höchstplatzierung, Gesamtwochen, AuszeichnungChartplatzierungen (Jahr, Titel, Platzierungen, Wochen, Auszeichnungen, Anmerkungen) | Höchstplatzierung, Gesamtwochen, AuszeichnungChartplatzierungen (Jahr, Titel, Platzierungen, Wochen, Auszeichnungen, Anmerkungen) | Höchstplatzierung, Gesamtwochen, AuszeichnungChartplatzierungen (Jahr, Titel, Platzierungen, Wochen, Auszeichnungen, Anmerkungen) | Höchstplatzierung, Gesamtwochen, AuszeichnungChartplatzierungen (Jahr, Titel, Platzierungen, Wochen, Auszeichnungen, Anmerkungen) | Anmerkungen                           |
| Jahr | Titel         | DE | AT | CH | UK | US | Anmerkungen                           |
| ---- | ------------- | --- | --- | --- | --- | --- | ------------------------------------- |
| 2013 | Tubular Beats | DE55 (1 Wo.)DE | AT67 (1 Wo.)AT | — | — | — | Erstveröffentlichung: 1. Februar 2013 |

### Soundtracks
| Jahr | Titel              | Höchstplatzierung, Gesamtwochen, AuszeichnungChartplatzierungen (Jahr, Titel, Platzierungen, Wochen, Auszeichnungen, Anmerkungen) | Höchstplatzierung, Gesamtwochen, AuszeichnungChartplatzierungen (Jahr, Titel, Platzierungen, Wochen, Auszeichnungen, Anmerkungen) | Höchstplatzierung, Gesamtwochen, AuszeichnungChartplatzierungen (Jahr, Titel, Platzierungen, Wochen, Auszeichnungen, Anmerkungen) | Höchstplatzierung, Gesamtwochen, AuszeichnungChartplatzierungen (Jahr, Titel, Platzierungen, Wochen, Auszeichnungen, Anmerkungen) | Höchstplatzierung, Gesamtwochen, AuszeichnungChartplatzierungen (Jahr, Titel, Platzierungen, Wochen, Auszeichnungen, Anmerkungen) | Anmerkungen                                                                                       |
| Jahr | Titel              | DE | AT | CH | UK | US | Anmerkungen                                                                                       |
| ---- | ------------------ | --- | --- | --- | --- | --- | ------------------------------------------------------------------------------------------------- |
| 1984 | The Killing Fields | DE64 (1 Wo.)DE | — | — | UK97 Silber · (1 Wo.)UK | — | Erstveröffentlichung: 10. Dezember 1984 Soundtrack zum Film The Killing Fields Verkäufe: + 60.000 |

### EPs
| Jahr | Titel     | Höchstplatzierung, Gesamtwochen, AuszeichnungChartplatzierungen (Jahr, Titel, Platzierungen, Wochen, Auszeichnungen, Anmerkungen) | Höchstplatzierung, Gesamtwochen, AuszeichnungChartplatzierungen (Jahr, Titel, Platzierungen, Wochen, Auszeichnungen, Anmerkungen) | Höchstplatzierung, Gesamtwochen, AuszeichnungChartplatzierungen (Jahr, Titel, Platzierungen, Wochen, Auszeichnungen, Anmerkungen) | Höchstplatzierung, Gesamtwochen, AuszeichnungChartplatzierungen (Jahr, Titel, Platzierungen, Wochen, Auszeichnungen, Anmerkungen) | Höchstplatzierung, Gesamtwochen, AuszeichnungChartplatzierungen (Jahr, Titel, Platzierungen, Wochen, Auszeichnungen, Anmerkungen) | Anmerkungen                            |
| Jahr | Titel     | DE | AT | CH | UK | US | Anmerkungen                            |
| ---- | --------- | --- | --- | --- | --- | --- | -------------------------------------- |
| 1978 | Take Four | — | — | — | UK72 (3 Wo.)UK | — | Erstveröffentlichung: 1. Dezember 1978 |

grau schraffiert: keine Chartdaten aus diesem Jahr verfügbar
Weitere EPs
- 1982: The Mike Oldfield EP (auch als The Mike Oldfield Group veröffentlicht)

## Singles
| Jahr | Titel Album                                                 | Höchstplatzierung, Gesamtwochen, AuszeichnungChartplatzierungen (Jahr, Titel, Album, Platzierungen, Wochen, Auszeichnungen, Anmerkungen) | Höchstplatzierung, Gesamtwochen, AuszeichnungChartplatzierungen (Jahr, Titel, Album, Platzierungen, Wochen, Auszeichnungen, Anmerkungen) | Höchstplatzierung, Gesamtwochen, AuszeichnungChartplatzierungen (Jahr, Titel, Album, Platzierungen, Wochen, Auszeichnungen, Anmerkungen) | Höchstplatzierung, Gesamtwochen, AuszeichnungChartplatzierungen (Jahr, Titel, Album, Platzierungen, Wochen, Auszeichnungen, Anmerkungen) | Höchstplatzierung, Gesamtwochen, AuszeichnungChartplatzierungen (Jahr, Titel, Album, Platzierungen, Wochen, Auszeichnungen, Anmerkungen) | Anmerkungen                                                                                       |
| Jahr | Titel Album                                                 | DE | AT | CH | UK | US | Anmerkungen                                                                                       |
| ---- | ----------------------------------------------------------- | --- | --- | --- | --- | --- | ------------------------------------------------------------------------------------------------- |
| 1974 | Mike Oldfield’s Single Tubular Bells (nur US) Tubular Bells | — | — | — | UK31 (6 Wo.)UK | US7 (16 Wo.)US | Erstveröffentlichung: 28. Juni 1974                                                               |
| 1975 | In Dulci Jubilo / On Horseback Ommadawn                     | — | — | — | UK4 Silber · (10 Wo.)UK | — | Erstveröffentlichung: 14. November 1975 Verkäufe: + 200.000                                       |
| 1976 | Portsmouth –                                                | — | — | — | UK3 Silber · (12 Wo.)UK | — | Erstveröffentlichung: 29. November 1976 Verkäufe: + 250.000                                       |
| 1979 | Guilty –                                                    | — | — | — | UK22 (8 Wo.)UK | — | Erstveröffentlichung: 21. April 1979                                                              |
| 1979 | Blue Peter –                                                | — | — | — | UK19 (9 Wo.)UK | — | Erstveröffentlichung: 30. November 1979                                                           |
| 1980 | Arrival QE2                                                 | — | AT13 (12 Wo.)AT | — | — | — | Erstveröffentlichung: 12. September 1980                                                          |
| 1982 | Five Miles Out                                              | DE42 (18 Wo.)DE | — | — | UK43 (5 Wo.)UK | — | Erstveröffentlichung: 18. Februar 1982                                                            |
| 1982 | Family Man Five Miles Out                                   | — | — | — | UK45 (6 Wo.)UK | — | Erstveröffentlichung: 28. Mai 1982                                                                |
| 1982 | Mistake The Mike Oldfield EP • Crises (Canadian Edition)    | DE56 (7 Wo.)DE | — | — | — | — | Erstveröffentlichung: 10. August 1982 als The Mike Oldfield Group                                 |
| 1983 | Moonlight Shadow Crises                                     | DE2 Gold · (31 Wo.)DE | AT1 (26 Wo.)AT | CH1 (17 Wo.)CH | UK4 Silber · (19 Wo.)UK | — | Erstveröffentlichung: 6. Mai 1983 Verkäufe: + 580.000 feat. Maggie Reilly                         |
| 1983 | Shadow on the Wall Crises                                   | DE3 (20 Wo.)DE | AT1 (16 Wo.)AT | CH4 (13 Wo.)CH | UK95 (2 Wo.)UK | — | Erstveröffentlichung: September 1983 feat. Roger Chapman                                          |
| 1984 | Crime of Passion –                                          | DE17 (12 Wo.)DE | — | CH17 (6 Wo.)CH | UK61 (4 Wo.)UK | — | Erstveröffentlichung: 3. Januar 1984                                                              |
| 1984 | To France Discovery                                         | DE6 (18 Wo.)DE | AT9 (4 Wo.)AT | CH7 (11 Wo.)CH | UK48 (7 Wo.)UK | — | Erstveröffentlichung: 16. Juni 1984 feat. Maggie Reilly                                           |
| 1984 | Tricks of the Light Discovery                               | DE46 (8 Wo.)DE | — | — | UK91 (1 Wo.)UK | — | Erstveröffentlichung: 1. September 1984                                                           |
| 1985 | Pictures in the Dark –                                      | DE4 (15 Wo.)DE | AT3 (12 Wo.)AT | CH5 (11 Wo.)CH | UK50 (7 Wo.)UK | — | Erstveröffentlichung: 15. November 1985 feat. Aled Jones, Anita Hegerland & Barry Palmer          |
| 1986 | Shine –                                                     | DE31 (8 Wo.)DE | — | — | UK100 (2 Wo.)UK | — | Erstveröffentlichung: 2. Mai 1986 mit Jon Anderson                                                |
| 1987 | Islands                                                     | DE41 (15 Wo.)DE | — | CH22 (4 Wo.)CH | UK100 (1 Wo.)UK | — | Erstveröffentlichung: 7. September 1987 feat. Bonnie Tyler                                        |
| 1989 | Innocent Earth Moving                                       | DE8 (20 Wo.)DE | — | — | UK93 (2 Wo.)UK | — | Erstveröffentlichung: 23. Juni 1989 feat. Anita Hegerland                                         |
| 1992 | Sentinel Tubular Bells II                                   | — | — | — | UK10 (6 Wo.)UK | — | Erstveröffentlichung: 3. Oktober 1992                                                             |
| 1992 | Tattoo Tubular Bells II                                     | — | — | — | UK33 (5 Wo.)UK | — | Erstveröffentlichung: Dezember 1992                                                               |
| 1993 | The Bell Tubular Bells II                                   | — | — | — | UK50 (2 Wo.)UK | — | Erstveröffentlichung: 5. April 1993 UK: feat. MC Vivian Stanshall D: feat. MC Otto (Otto Waalkes) |
| 1993 | Moonlight Shadow 1993 Elements                              | — | — | — | UK52 (2 Wo.)UK | — | Erstveröffentlichung: 1993                                                                        |
| 1994 | Hibernaculum The Songs of Distant Earth                     | — | — | — | UK47 (4 Wo.)UK | — | Erstveröffentlichung: 5. Dezember 1994                                                            |
| 1995 | Let There Be Light The Songs of Distant Earth               | — | — | — | UK51 (2 Wo.)UK | — | Erstveröffentlichung: 1995                                                                        |
| 1997 | Woman of Ireland Voyager                                    | — | — | — | UK70 (2 Wo.)UK | — | Erstveröffentlichung: 10. November 1997                                                           |
| 1998 | Man in the Rain Tubular Bells III                           | DE94 (1 Wo.)DE | — | — | UK98 (1 Wo.)UK | — | Erstveröffentlichung: Oktober 1998 feat. Cara Dillon                                              |
| 1999 | Far Above the Clouds Tubular Bells III                      | — | — | — | UK53 (2 Wo.)UK | — | Erstveröffentlichung: April 1999                                                                  |
| 2002 | To Be Free Tr3s Lunas                                       | — | AT25 (11 Wo.)AT | — | — | — | Erstveröffentlichung: 20. Mai 2002                                                                |

Weitere Singles
- 1975: Don Alfonso
- 1977: William Tell Overture
- 1977: Cuckoo Song
- 1980: Sheba / Wonderful Land
- 1984: Étude
- 1987: In High Places
- 1987: The Time Has Come
- 1987: Magic Touch
- 1988: Flying Start
- 1989: Earth Moving
- 1989: Holy
- 1993: In Dulci Jubilo
- 1996: The Voyager
- 2002: Thou Art in Heaven
- 2008: Spheres
- 2014: Sailing
- 2014: Moonshine

## Videoalben und Musikvideos

### Videoalben
| Jahr | Titel                                                       | Höchstplatzierung, Gesamtwochen, AuszeichnungChartplatzierungen (Jahr, Titel, Platzierungen, Wochen, Auszeichnungen, Anmerkungen) | Höchstplatzierung, Gesamtwochen, AuszeichnungChartplatzierungen (Jahr, Titel, Platzierungen, Wochen, Auszeichnungen, Anmerkungen) | Höchstplatzierung, Gesamtwochen, AuszeichnungChartplatzierungen (Jahr, Titel, Platzierungen, Wochen, Auszeichnungen, Anmerkungen) | Höchstplatzierung, Gesamtwochen, AuszeichnungChartplatzierungen (Jahr, Titel, Platzierungen, Wochen, Auszeichnungen, Anmerkungen) | Höchstplatzierung, Gesamtwochen, AuszeichnungChartplatzierungen (Jahr, Titel, Platzierungen, Wochen, Auszeichnungen, Anmerkungen) | Anmerkungen                        |
| Jahr | Titel                                                       | DE | AT | CH | UK | US | Anmerkungen                        |
| ---- | ----------------------------------------------------------- | --- | --- | --- | --- | --- | ---------------------------------- |
| 1992 | Tubular Bells II – The Performance Live at Edinburgh Castle | — | — | — | UK29 (1 Wo.)UK | — | Erstveröffentlichung: 1993 VHS, LD |
| 1993 | Elements – The Best of Mike Oldfield                        | — | — | — | UK14 (3 Wo.)UK | — | Erstveröffentlichung: 1993 VHS, LD |
| 1998 | Tubular Bells III Live                                      | — | — | — | UK9 (5 Wo.)UK | — | Erstveröffentlichung: 1998 VHS     |
| 1999 | Tubular Bells II & III Live                                 | — | — | — | UK16 (6 Wo.)UK | — | Erstveröffentlichung: 1998 DVD     |
| 2005 | Exposed                                                     | — | — | — | UK33 (1 Wo.)UK | — | Erstveröffentlichung: 2005 DVD     |
| 2006 | Live at Montreux 1981                                       | — | — | — | UK40 (1 Wo.)UK | — | Erstveröffentlichung: 2005 DVD     |
| 2022 | The Tubular Bells - 50th Anniversary Tour                   | — | — | — | UK1 (118 Wo.)UK | — | Erstveröffentlichung: 2022         |

Weitere Videoalben
- 1981: The Essential Mike Oldfield (VHS)
- 1984: Tubular Bells – Live in Concert (VHS; nur in Australien veröffentlicht)
- 1988: The Wind Chimes (VHS)
- 2000: The Art in Heaven Concert (DVD, VHS)
- 2004: Elements (DVD)

### Musikvideos
| Jahr | Titel                       | Regie                                |
| ---- | --------------------------- | ------------------------------------ |
| 1975 | Don Alfonso                 |                                      |
| 1975 | In Dulci Jubilo             | Bruce Gowers                         |
| 1976 | Portsmouth                  |                                      |
| 1977 | William Tell Overture       |                                      |
| 1979 | Guilty                      |                                      |
| 1979 | Blue Peter                  |                                      |
| 1980 | Wonderful Land              |                                      |
| 1982 | Five Miles Out              | Ian Emes                             |
| 1983 | Moonlight Shadow            | Keith MacMillan                      |
| 1983 | Shadow on the Wall          | Keith MacMillan                      |
| 1983 | Crime of Passion            |                                      |
| 1984 | To France                   |                                      |
| 1984 | Tricks of the Light         |                                      |
| 1984 | Étude                       | Simon Cook                           |
| 1985 | Pictures in the Dark        | Peter Claridge                       |
| 1986 | Shine                       | Peter Claridge                       |
| 1987 | Islands                     |                                      |
| 1987 | The Time Has Come           |                                      |
| 1987 | Magic Touch                 | Alex Proyas                          |
| 1988 | Flying Start                |                                      |
| 1989 | Innocent                    |                                      |
| 1989 | Earth Moving                |                                      |
| 1991 | Heaven’s Open               |                                      |
| 1992 | Sentinel                    |                                      |
| 1992 | Tattoo                      | Mike Newman                          |
| 1993 | The Bell                    | Michael Geoghegan                    |
| 1994 | Hibernaculum                | David Betteridge                     |
| 1995 | Let There Be Light          | Howard Greenhalgh                    |
| 1997 | Women of Ireland            |                                      |
| 2002 | To Be Free                  |                                      |
| 2013 | Guilty (New Version)        | Alexander Barthole, Sebastian Ungrad |
| 2014 | Sailing                     | David Spearing                       |
| 2014 | Man on the Rocks            | David Spearing                       |
| 2014 | Moonshine                   | David Spearing                       |
| 2015 | Zombies – Halloween Special | Jonjo Lowe                           |

## Statistik

### Chartauswertung
|                     | DE     | AT     | CH     | UK     | US    |
| ------------------- | ------ | ------ | ------ | ------ | ----- |
| Nummer-eins-Alben   | DE3DE  | AT—AT  | CH1CH  | UK3UK  | US—US |
| Top-10-Alben        | DE10DE | AT9AT  | CH6CH  | UK11UK | US1US |
| Alben in den Charts | DE31DE | AT22AT | CH23CH | UK32UK | US6US |

|                       | DE     | AT    | CH    | UK     | US    |
| --------------------- | ------ | ----- | ----- | ------ | ----- |
| Nummer-eins-Singles   | DE—DE  | AT2AT | CH1CH | UK—UK  | US—US |
| Top-10-Singles        | DE5DE  | AT4AT | CH4CH | UK4UK  | US1US |
| Singles in den Charts | DE12DE | AT6AT | CH6CH | UK25UK | US1US |

|                          | DE    | AT    | CH    | UK    | US    |
| ------------------------ | ----- | ----- | ----- | ----- | ----- |
| Nummer-eins-Videoalben   | DE—DE | AT—AT | CH—CH | UK1UK | US—US |
| Top-10-Videoalben        | DE—DE | AT—AT | CH—CH | UK2UK | US—US |
| Videoalben in den Charts | DE—DE | AT—AT | CH—CH | UK7UK | US—US |

### Auszeichnungen für Musikverkäufe
| Goldene Schallplatte - Australien - 2005: für das Videoalbum Tubular Bells 2 & 3 – Live - Dänemark - 2024: für die Single Moonlight Shadow - Deutschland - 2002: für die Autorenbeteiligung Moonlight Shadow (Groove Coverage) - Europa - 1995: für das Album The Songs of Distant Earth - Frankreich - 1976: für das Album Tubular Bells - 1984: für das Album Crises - 1985: für das Album Discovery - 1988: für das Album Islands - 1990: für das Album Earth Moving - 1994: für das Album Elements – The Best of Mike Oldfield - Italien - 2021: für die Single Moonlight Shadow - Neuseeland - 1979: für das Album Tubular Bells - 1983: für das Album Crises - Niederlande - 1979: für das Album Ommadawn - 1979: für das Album Tubular Bells - 1983: für das Album Crises - Polen - 1997: für das Album Voyager - 1998: für das Album XXV: The Essential - 2008: für das Album Music of the Spheres - Schweden - 1992: für das Album Tubular Bells - Spanien - 1983: für die Single Moonlight Shadow - 1983: für das Album QE2 - 1985: für das Album The Complete Mike Oldfield - 1989: für das Album Earth Moving - 1997: für das Album XXV: The Essential - 2004: für das Videoalbum Tubular Bells 2 & 3 – Live - Vereinigtes Königreich - 2013: für das Videoalbum Tubular Bells 2 & 3 – Live | Platin-Schallplatte - Europa - 1993: für das Album Tubular Bells II - Frankreich - 1992: für das Album The Complete Mike Oldfield - Spanien - 1983: für das Album Crises - 1983: für das Album Five Miles Out - 1984: für das Album Discovery - 1984: für das Album Platinum - 1987: für das Album Islands - 1999: für das Album Guitars - 2000: für das Album The Millennium Bell - 2002: für das Album Tres Lunas 2× Platin-Schallplatte - Kanada - 1982: für das Album Tubular Bells - Spanien - 1993: für das Album Elements – The Best of Mike Oldfield - 1995: für das Album The Songs of Distant Earth 3× Platin-Schallplatte - Australien - 1992: für das Album Tubular Bells - Spanien - 2000: für das Album Voyager 4× Platin-Schallplatte - Spanien - 1999: für das Album Tubular Bells III 5× Platin-Schallplatte - Spanien - 1993: für das Album Tubular Bells II |

Anmerkung: Auszeichnungen in Ländern aus den Charttabellen bzw. Chartboxen sind in ebendiesen zu finden.
| Land/RegionAuszeichnungen für Musikverkäufe (Land/Region, Auszeichnungen, Verkäufe, Quellen) | Silber     | Gold       | Platin       | Verkäufe    | Quellen                                                |
| -------------------------------------------------------------------------------------------- | ---------- | ---------- | ------------ | ----------- | ------------------------------------------------------ |
| Australien (ARIA)                                                                            | —          | Gold1      | 3× Platin3   | 217.500     | aria.com.au                                            |
| Dänemark (IFPI)                                                                              | —          | Gold1      | —            | 45.000      | ifpi.dk                                                |
| Deutschland (BVMI)                                                                           | —          | 13× Gold13 | Platin1      | 3.600.000   | musikindustrie.de                                      |
| Europa (IFPI)                                                                                | —          | Gold1      | Platin1      | (1.500.000) | Einzelnachweise                                        |
| Frankreich (SNEP)                                                                            | —          | 6× Gold6   | Platin1      | 900.000     | infodisc.fr                                            |
| Italien (FIMI)                                                                               | —          | Gold1      | —            | 35.000      | fimi.it                                                |
| Kanada (MC)                                                                                  | —          | —          | 2× Platin2   | 200.000     | musiccanada.com                                        |
| Neuseeland (RMNZ)                                                                            | —          | 2× Gold2   | —            | 20.000      | Einzelnachweise                                        |
| Niederlande (NVPI)                                                                           | —          | 3× Gold3   | —            | 150.000     | nvpi.nl                                                |
| Polen (ZPAV)                                                                                 | —          | 3× Gold3   | —            | 110.000     | olis.pl                                                |
| Schweden (IFPI)                                                                              | —          | Gold1      | —            | 50.000      | ifpi.se (Memento vom 21. Mai 2012 im Internet Archive) |
| Schweiz (IFPI)                                                                               | —          | 4× Gold4   | —            | 100.000     | hitparade.ch                                           |
| Spanien (Promusicae)                                                                         | —          | 6× Gold6   | 24× Platin24 | 2.610.000   | elportaldemusica.es ES2 ES3 ES4                        |
| Vereinigte Staaten (RIAA)                                                                    | —          | Gold1      | —            | 500.000     | riaa.com                                               |
| Vereinigtes Königreich (BPI)                                                                 | 7× Silber7 | 15× Gold15 | 12× Platin12 | 5.965.000   | bpi.co.uk                                              |
| Insgesamt                                                                                    | 7× Silber7 | 58× Gold58 | 44× Platin44 |             |                                                        |